# Hellish Videos
Hellish Videos – zbiór wszystkich teledysków power metalowego zespołu Helloween wydanych przed datą 2005, kiedy to wydano tę kompilację na DVD. Okładka, tradycyjnie już, zawiera dynię, która jest symbolem zespołu. Każda z piosenek, oprócz Halloween, została wydana wcześniej jako singel.

## Lista teledysków
1. "Halloween" (Kai Hansen) - 13:18
2. "I Want Out" (Kai Hansen) - 4:41
3. "Kids Of The Century" (Michael Kiske) - 3:53
4. "When The Sinner" (Michael Kiske) - 6:54
5. "Mr. Ego (Take Me Down)" (Roland Grapow) - 7:07
6. "Where The Rains Grow" (Andreas Deris/Michael Weikath) - 4:46
7. "Perfect Gentelman" (Andreas Deris/Michael Weikath) - 3:53
8. "Power" (Michael Weikath) - 3:28
9. "The Time Of The Oath" (Andreas Deris/Michael Weikath) - 6:56
10. "Forever And One (Neverland)" (Andreas Deris) 3:53
11. "I Can" (Andreas Deris/Michael Weikath) - 4:39
12. "If I Could Fly" (Andreas Deris) - 4:09
13. "Just A Little Sign" (Andreas Deris) - 4:28

## Twórcy
- Michael Kiske - wokal (utwory od 1 do 4)
- Andreas Deris - wokal (utwory od 5 do 13)
- Kai Hansen - gitara (utwory 1 i 2)
- Roland Grapow - gitara (utwory od 3 do 13)
- Michael Weikath - gitara (wszystkie utwory)
- Markus Grosskopf - gitara basowa (wszystkie utwory)
- Ingo Schwichtenberg - perkusja (utwory od 1 do 4)
- Uli Kusch - perkusja (utwory od 5 do 12)
- Stefan Schwarzmann - perkusja (utwór 13)